# 하이웨이 (2002년 영화)
하이웨이(Highway)는 미국에서 제작된 제임스 콕스 감독의 2002년 드라마, 범죄 영화이다. 자레드 레토 등이 주연으로 출연하였고 가이 리델 등이 제작에 참여하였다.

## 출연

### 주연
- 자레드 레토
- 제이크 질렌할

### 조연
- 셀마 블레어
- 존 C. 맥긴리
- 제레미 피번
- 킴벌리 케이츠
- 마크 롤스톤
- 아덴 마이린

## 제작진
- 미술: 베리 로빈슨
- 의상: 수잔 매더슨
- 배역: 조세프 미들톤